# Surasena

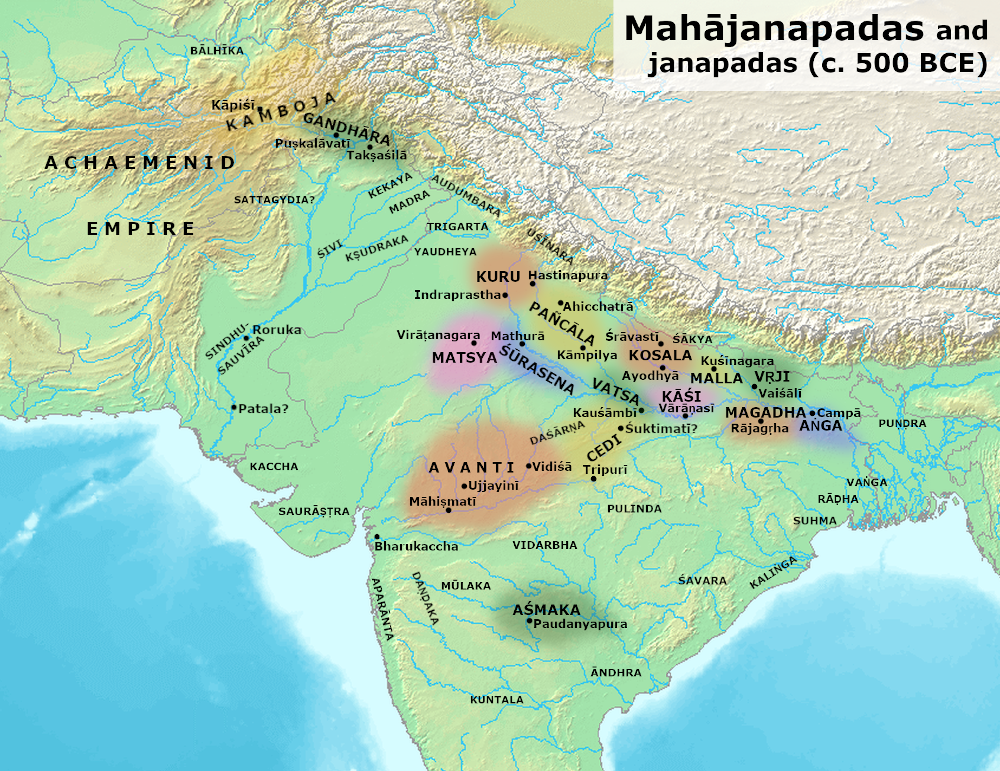
Surasena en andere Mahajanapada's in de Laat-Vedische periode

Het koninkrijk Surasena (Sourasena, ca. 700-300 v.Chr.) was vroeger een gebied in India, dat overeenkomt met het tegenwoordige Braj in Uttar Pradesh, met Mathura als hoofdstad.
Volgens de boeddhistische tekst Anguttara Nikaya was Surasena een van de solasa (zestien) Mahajanapada's (machtige gebieden) in de 6e eeuw v.Chr. Het wordt ook in het hindoeïstische epos Ramayana vermeld. 
Antieke schrijvers als Megasthenes en Arrianus refereren aan de Sourasenoi (Suraseni) en hun steden Methora (Mathura) en Cleisobora en de rivier Iomanes (Yamuna). Volgens Arrianus' Indica vereerden de Suraseni Heracles en zou deze in India zijn geboren. Heracles zou 15 generaties na Dionysos hebben geleefd, die zelf 6042 jaar vóór Chandragupta Maurya's regering (322-293 v.Chr.) India zou zijn binnengetrokken (Indica, 9, 9-10).
De Mahabharata en de Purana's noemen de heersers van het gebied van Mathura Yadu's of Yadava's. Een van die Yadava prinsen was Vasudeva, de vader van Krishna en Balarama.